# رومر + رومر

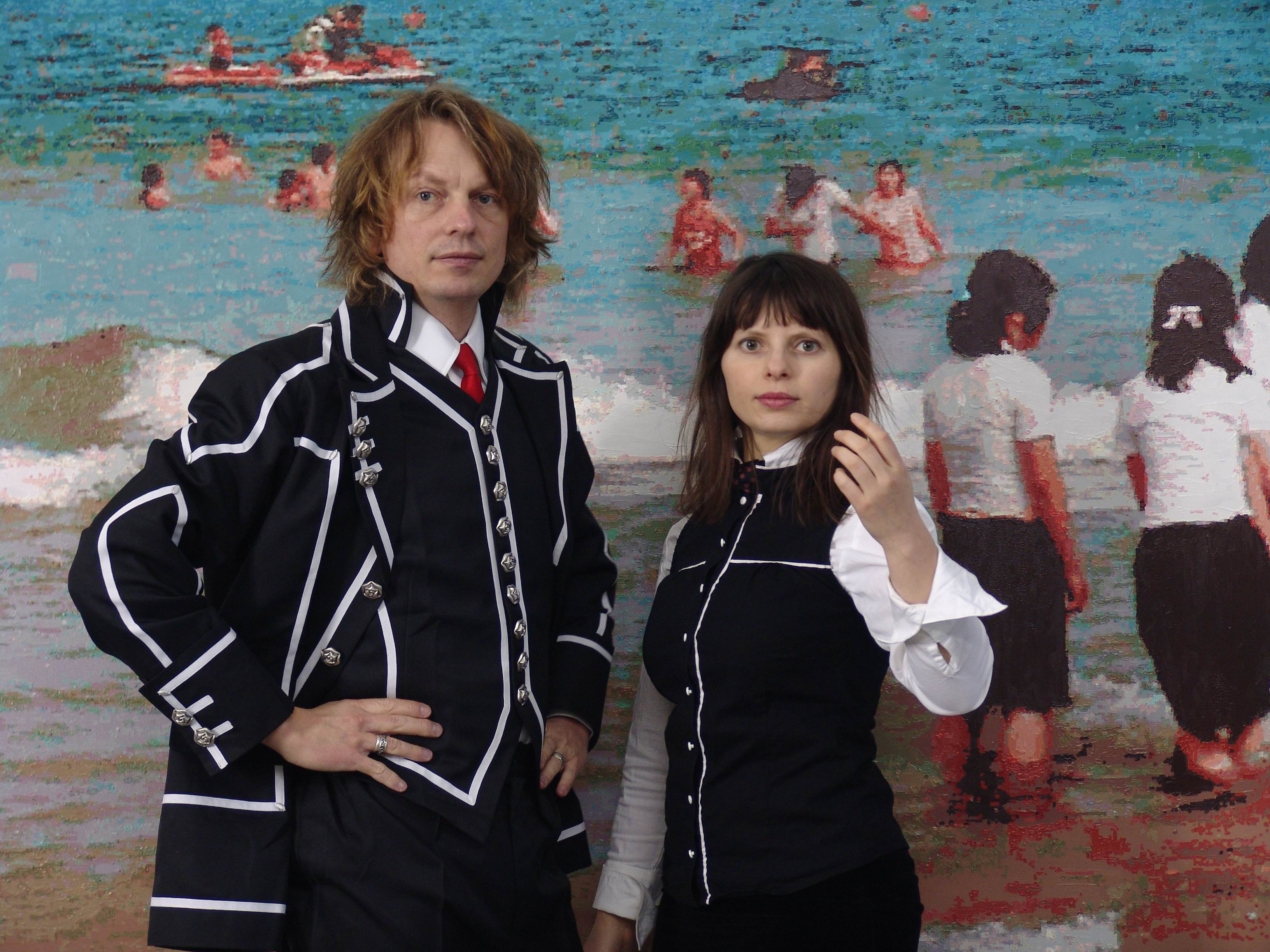
صورة شخصية للفنانين رومر ورومر، 2010

رومر + رومر (تورستن ونينا رومر) هما فنّانان ألمانيان روسيان يعيشان ويعملان في برلين، ألمانيا.

## سيرة شخصية
ولد تورستن رومر عام 1968 في مدينة آخن الألمانية. بينما ولدت نينا رومر عام 1978 في موسكو، روسيا. درس كلاهما الرسم في أكاديمية الفنون الحكومية في دوسلدورف تحت إشراف الأستاذ إيه آر بينك. وكان تورستن ونينا طلاب ماجستير عنده. نينا رومر هي حفيدة كاتب الحقبة السوفيتية يوري تريفونوف وحفيدة الرسام الأوكراني الروسي أمشي نورنبرغ. في عام 1996 تلقى تورستن رومر منحة سفر من جمعية الفنون. في عام 2011 حصل تورستن ونينا على جائزة خاصة من لوكاس كراناخ عن مدينة كروناخ، في ألمانيا. تتعاون نينا وتورستن منذ عام 1998.

## الأعمال

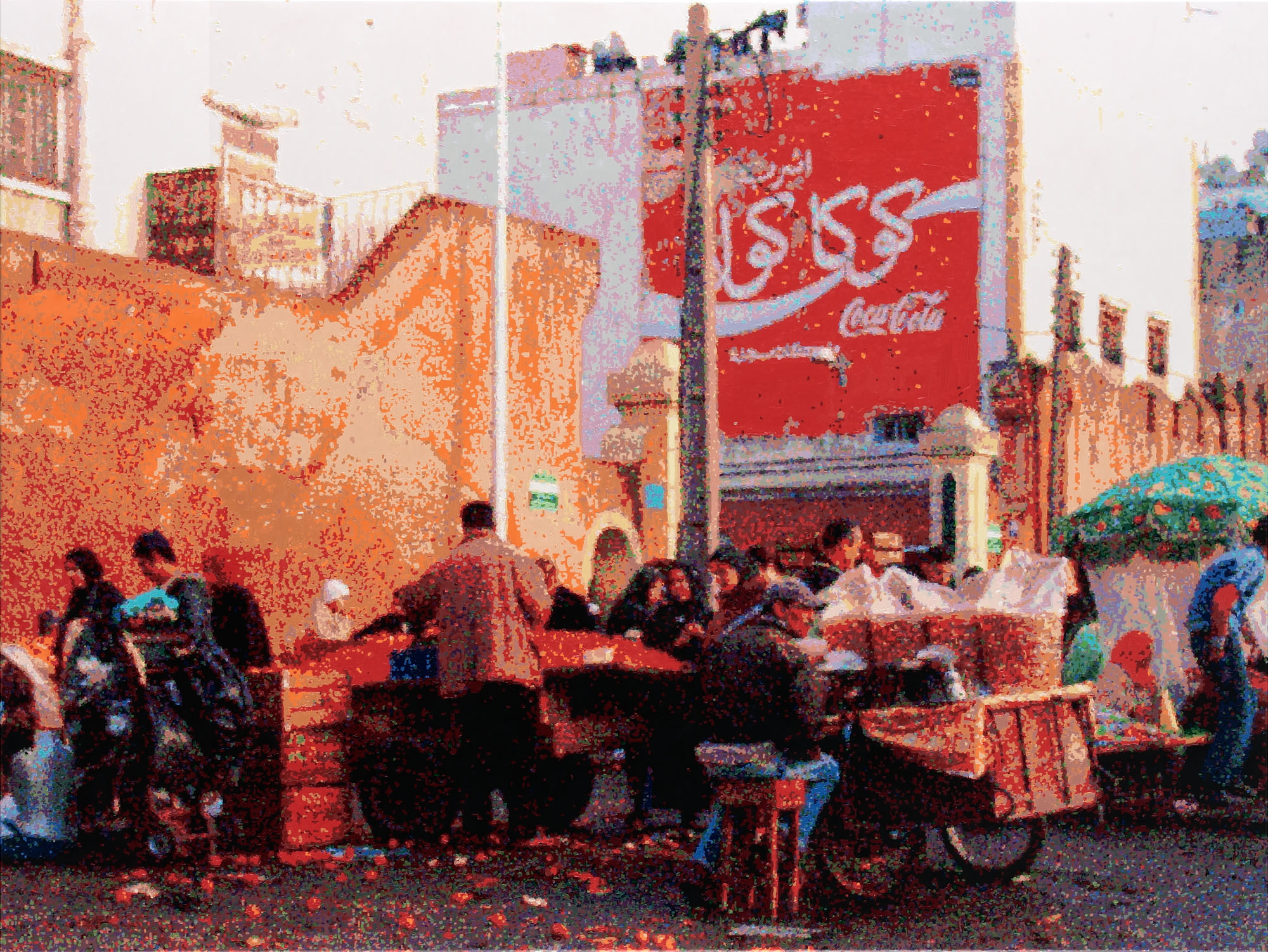
من أعمال رومر + رومر، كازابلانكا كوكواكولا، 2009، ألوان زيتية على قماش، 165 × 220 سم

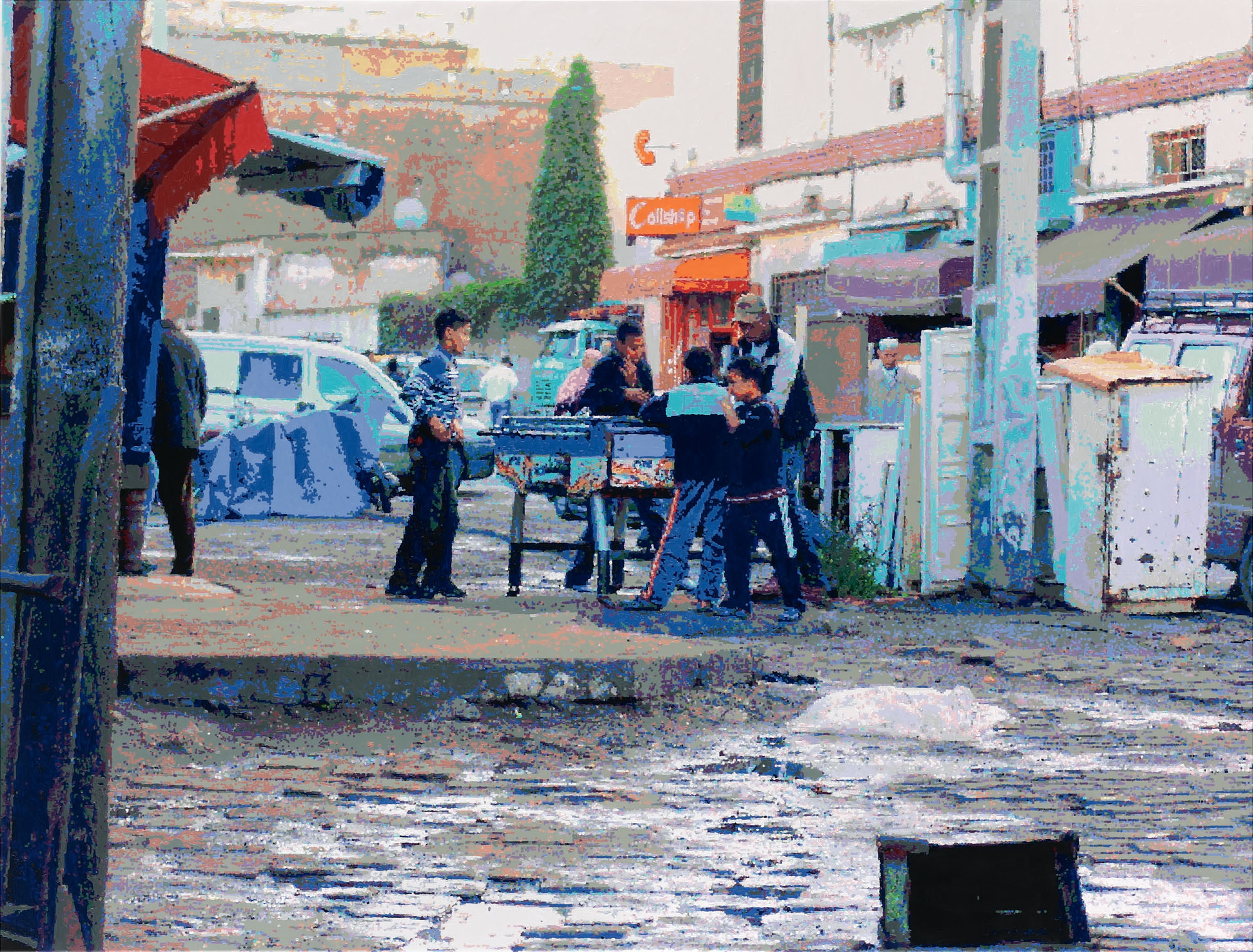
من أعمال رومر + رومر، كرة قدم الطاولة في الشارع، 2009، ألوان زيتية على قماش، 165 × 220 سم

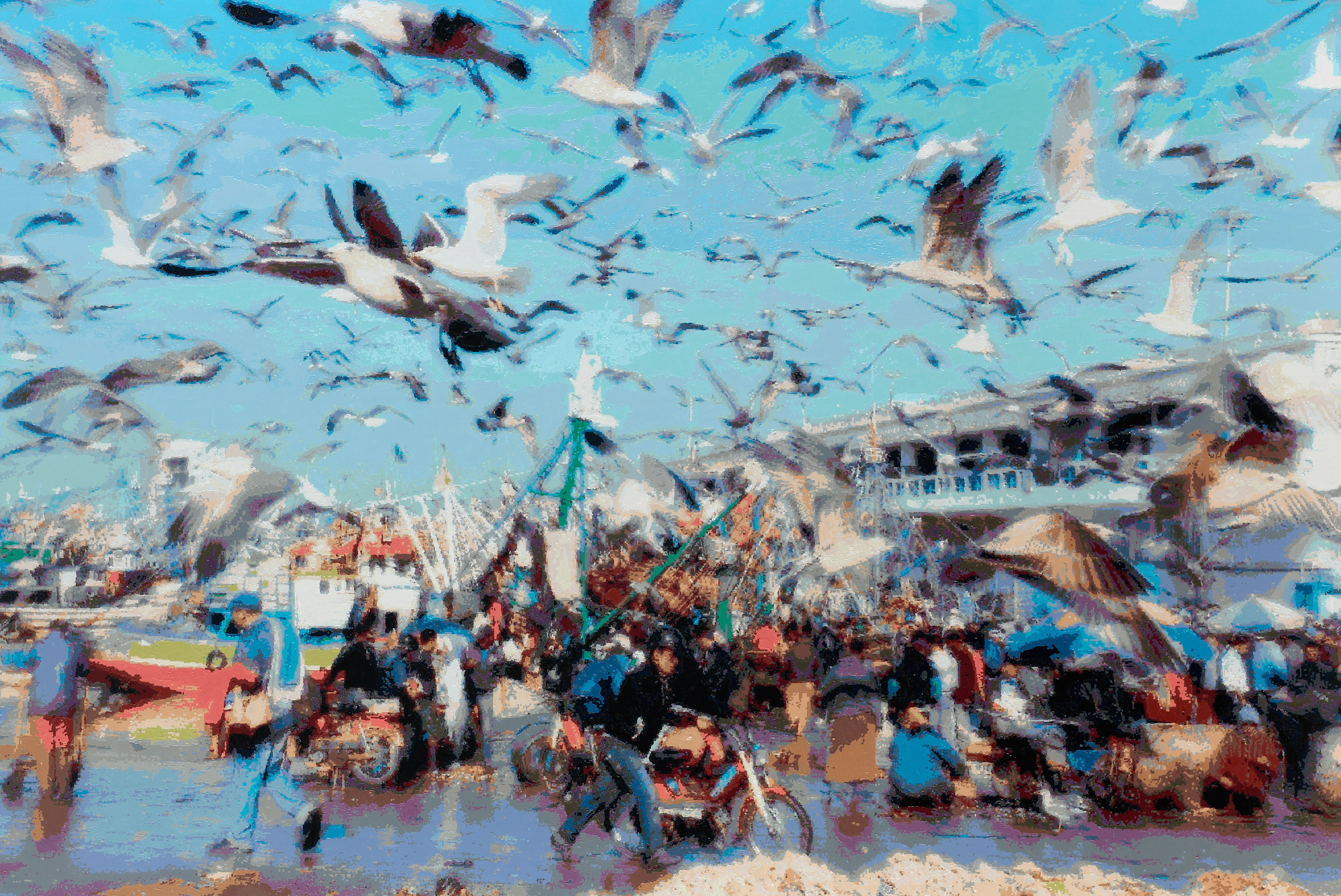
من أعمال رومر + رومر، مرفأ الأسماك كازابلانكا، 2009، ألوان زيتية على قماش، 200 × 300 سم

موضوعاتهما الفنية في الغالب تتضمن الاحتفالات والمواكب والحفلات والمناسبات الاجتماعية والسياسية...الخ في سلسلة فنية بين العامين (2013-2014) قاموا بتغطية الكرنفال في البرازيل المسمى (سامبودرومو ماركيز دي سابوكاي).

## روابط خارجية
- الصفحة الرئيسية لـ رومر + رومر